# ヒメヒオウギズイセン
ヒメヒオウギズイセン（姫檜扇水仙、学名: Crocosmia x crocosmiiflora）またはヒメヒオオギズイセンは、アヤメ科ヒオウギズイセン属（クロコスミア属）の雑種。ヒオウギズイセン Crocosmia aurea とヒメトウショウブ Crocosmia pottsii との交配種である。園芸ではクロコスミア、または旧学名のモントブレチアの名前でも呼ばれる。一般的に「ヒオウギズイセン」と呼ばれるワトソニア属 Watsonia の園芸品種群とは関係はないので、注意が必要である。また「金魚草」と呼ばれることもあるが、キンギョソウとは異なる。

## 形態・生態
葉は剣状、60cmから150cm。
花茎から穂状花序を分枝し、各々にオレンジ色の花を付ける。花期は7〜8月。

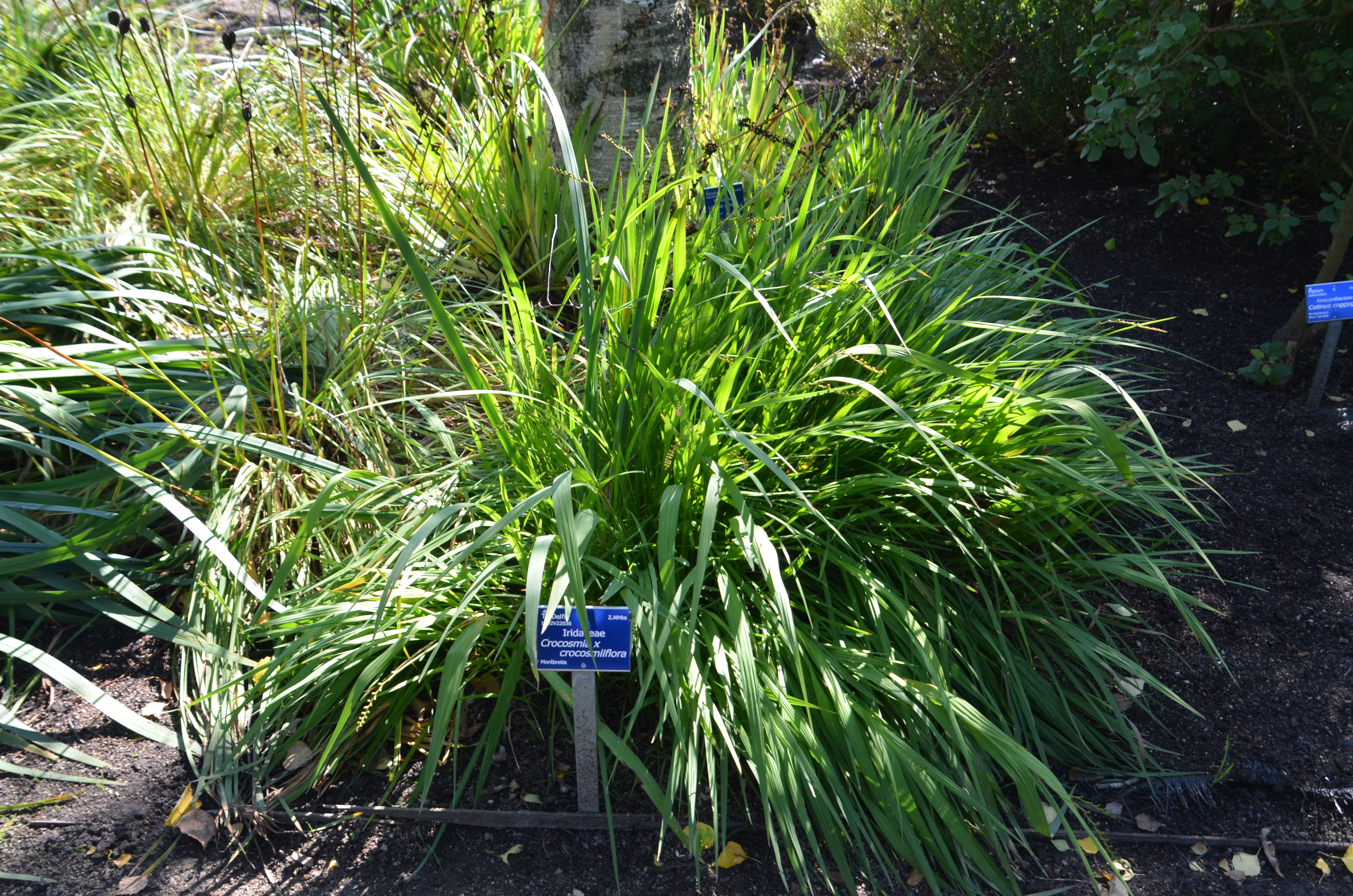
葉
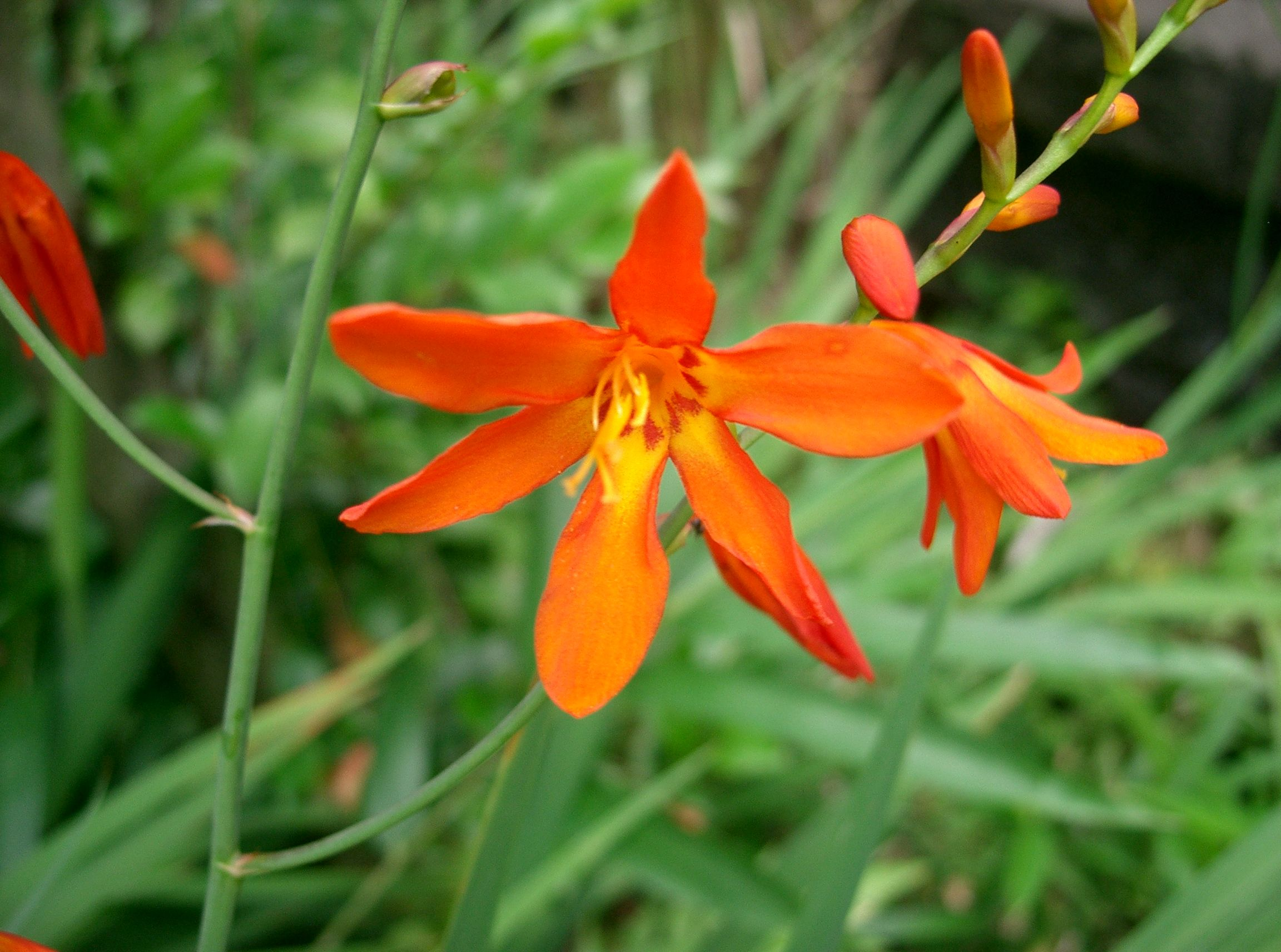
花
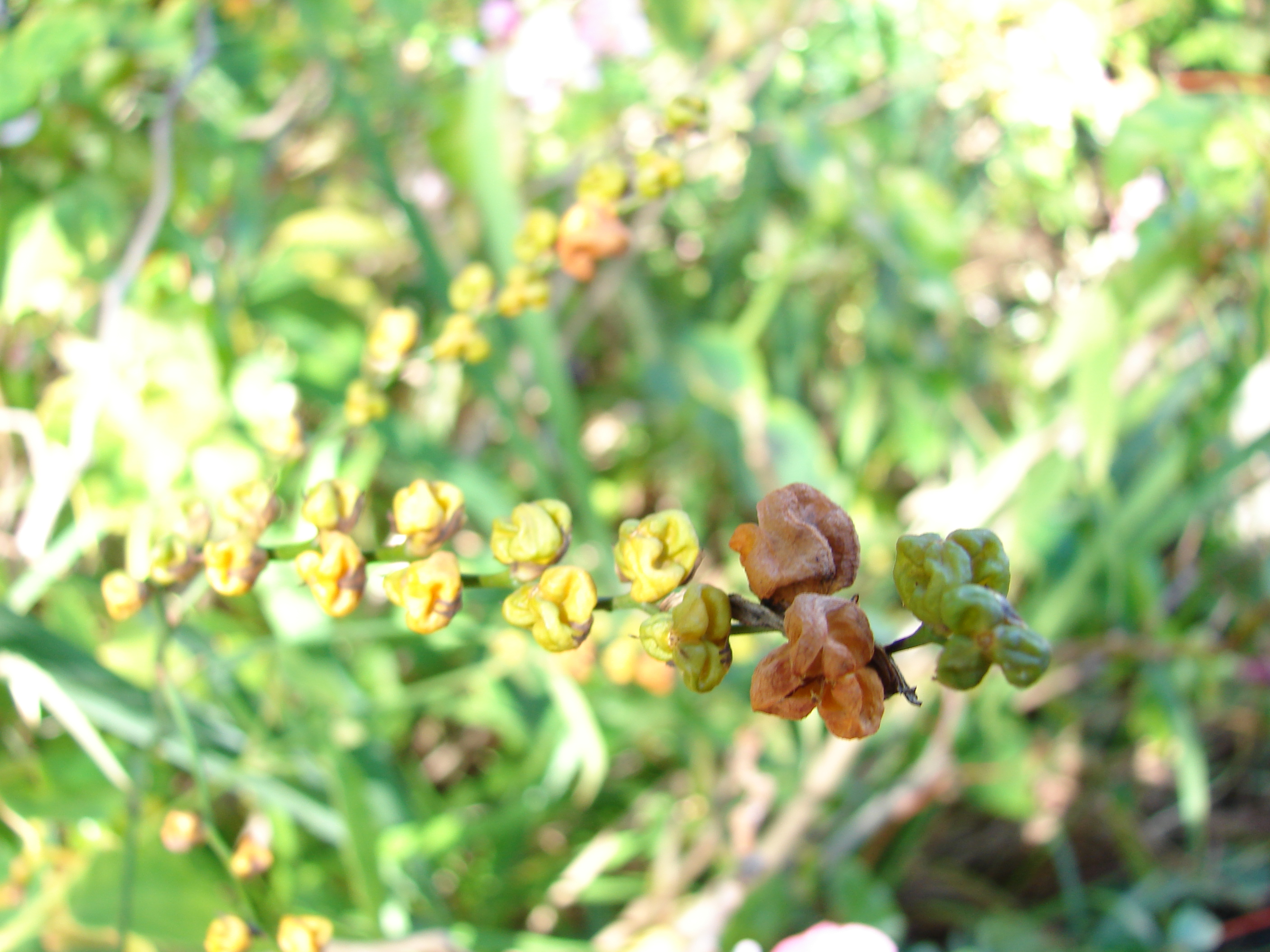
果実

## 分布

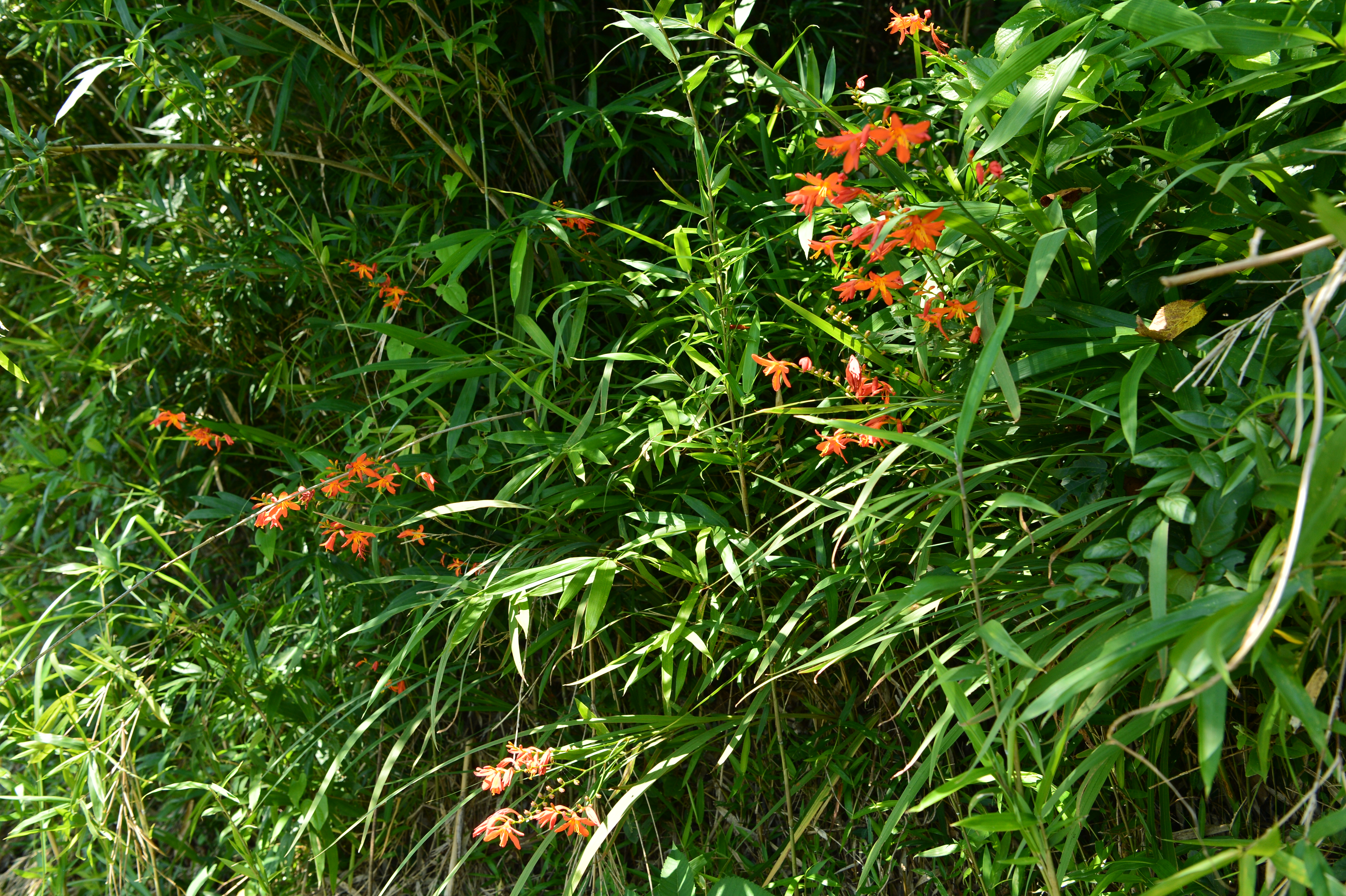
野生化して林縁で群生しているヒメヒオウギズイセン

両親は南アフリカ産ではあるが、耐寒性に優れ、また繁殖力も旺盛、日当たりの良い荒れ地から林床のような日陰、乾燥地帯から湿地にも耐え、全世界で野生化している。佐賀県では移入規制種の指定を受けており、栽培が条例で禁止されている。

## 人間との関わり
暖かい地方では、一度、球根を植えるとほとんど放置しておいても差し支えなく、宿根草のように扱える。

## 注と出典
1. 1 2 3  米倉浩司・梶田忠 (2003-). “Crocosmia x crocosmiiflora (Lemoine) N.E.Br.”. BG Plants 和名−学名インデックス（YList）. 2012年8月3日閲覧。
2. ↑  米倉浩司・梶田忠 (2003-). “Tritonia crocosmiflora (Lemoine) G.Nicholson”. BG Plants 和名−学名インデックス（YList）. 2016年2月18日閲覧。
3. ↑  『日本帰化植物写真図鑑』 414頁。
4. ↑  『野に咲く花 増補改訂新版』 64-65頁。
5. ↑  “佐賀県環境の保全と創造に関する条例に基づく移入規制種の指定”.  佐賀県 (2005年10月31日). 2016年2月18日閲覧。